# Frankee
Frankee, właściwie Nicole Francine Aiello (ur. 9 czerwca 1983 w Staten Island w Nowym Jorku) – amerykańska piosenkarka i modelka.

## Kariera muzyczna
Śpiewała od dziecka. Jako nastolatka szkoliła wokal na Manhattanie u producenta i piosenkarza Danny’ego Maddena, a także uczyła się tańca w Broadway Dance Center. Studiowała na University of Tampa, jednak po roku przerwała studia w celu rozwijania kariery muzycznej. Współpracowała między innymi z The Trackmasters oraz Richem Harrisonem.
27 kwietnia 2004 ukazał się jej debiutancki album The Good, the Bad, the Ugly promowany przez singiel „F.U.R.B (Fuck You Right Back)” oparty na tej samej aranżacji co utwór Eamona „Fuck It (I Don’t Want You Back)”. Jak twierdziła wokalistka, jej piosenka była odpowiedzią na utwór ówczesnego chłopaka Eamona, jednak ten zaprzeczył istnieniu jakiejkolwiek relacji z wokalistką. Jak podał w swoim oświadczeniu, nie miał żadnych powiązań z „F.U.R.B”, a Frankee nigdy nie była jego dziewczyną, natomiast był „autorem jej piosenki na mocy prawa autorskiego”.
Nakładem wytwórni Phusion Records ukazało się wydawnictwo Fuck It! z obiema kompozycjami Eamona oraz Frankee. 22 maja 2004 utwór „F.U.R.B (Fuck You Right Back)” dotarł na szczyt brytyjskiej listy przebojów UK Singles Chart. Singiel dotarł ponadto na szczyt zestawienia Top 50 Singles w Australii, a także między innymi do 5. miejsca na Track Top-40 w Danii, 22. pozycji na Top Singles & Titres we Francji, 33. miejsca na Hitlistan w Szwecji czy 15. pozycji na liście Singles Top 100 w Szwajcarii. W tym samym roku wokalistka wydała kolejne single „How You Do” oraz „All Around the World”.
W 2006 wokalistka dołączyła do Big Management. W tym samym roku wydała swój singiel „Watch Me”, który dostępny był wyłącznie w wersji digital download. W kolejnych latach pracowała jako modelka.

## Dyskografia
Opracowano na podstawie materiałów źródłowych.
Albumy studyjne
- 2004: The Good, the Bad, the Ugly

Single
- 2004: „F.U.R.B (Fuck You Right Back)”
- 2004: „How You Do”
- 2004: „All Around the World”
- 2006: „Watch Me”